# Night of the Living Dead (Misfits)
Night Of The Living Dead è il terzo EP e la quarta pubblicazione dei Misfits. Pubblicato il 31 ottobre 1979 allo show di Halloween all'Irving Plaza di New York, per l'etichetta di proprietà della band, Plan 9 Records, con il numero di catalogo PL1011.
La canzone che dà il titolo all'album, "Night Of The Living Dead", è basato sull'omonimo film horror del 1968, La notte dei morti viventi. Curiosamente, nonostante esistesse un film d'azione del 1969 con il titolo Where Eagles Dare, la canzone con lo stesso nome non è basata su di esso. La terza canzone, "Rat Fink", è una cover della canzone di Allan Sherman dell'album del 1963, My Son, The Nut. Questa è l'unica cover registrata in studio finché Glenn Danzig è stato membro della band.
"Rat Fink" è stata poi pubblicata su Collection II del 1995, mentre tutte e tre le tracce sono disponibili nel Box Set (1996).
Questo EP ha avuto una sola stampa su 2000 copie in vinile. Un inserto è stato incluso, anche se non in tutte le copie, per la prima volta, per il fan club, Fiend Club.

## Tracce
Tutte le tracce scritte da Glenn Danzig, tranne Rat Fink.

### Lato A
1. Night Of The Living Dead – 2:02

### Lato B
1. Where Eagles Dare – 1:51
2. Rat Fink (Allan Sherman, Wills, Anderson) – 1:50

## Componenti
- Glenn Danzig – voce
- Joey Image – batteria
- Jerry Only – basso, voce secondaria
- Bobby Steele – chitarra, voce secondaria
- Wayne Vlcan – audio engineer